# Saint-Gildas-des-Bois
Saint-Gildas-des-Bois is een gemeente in het Franse departement Loire-Atlantique (regio Pays de la Loire). De plaats maakt deel uit van het arrondissement Saint-Nazaire. Saint-Gildas-des-Bois telde op 1 januari 2022 3.790 inwoners.

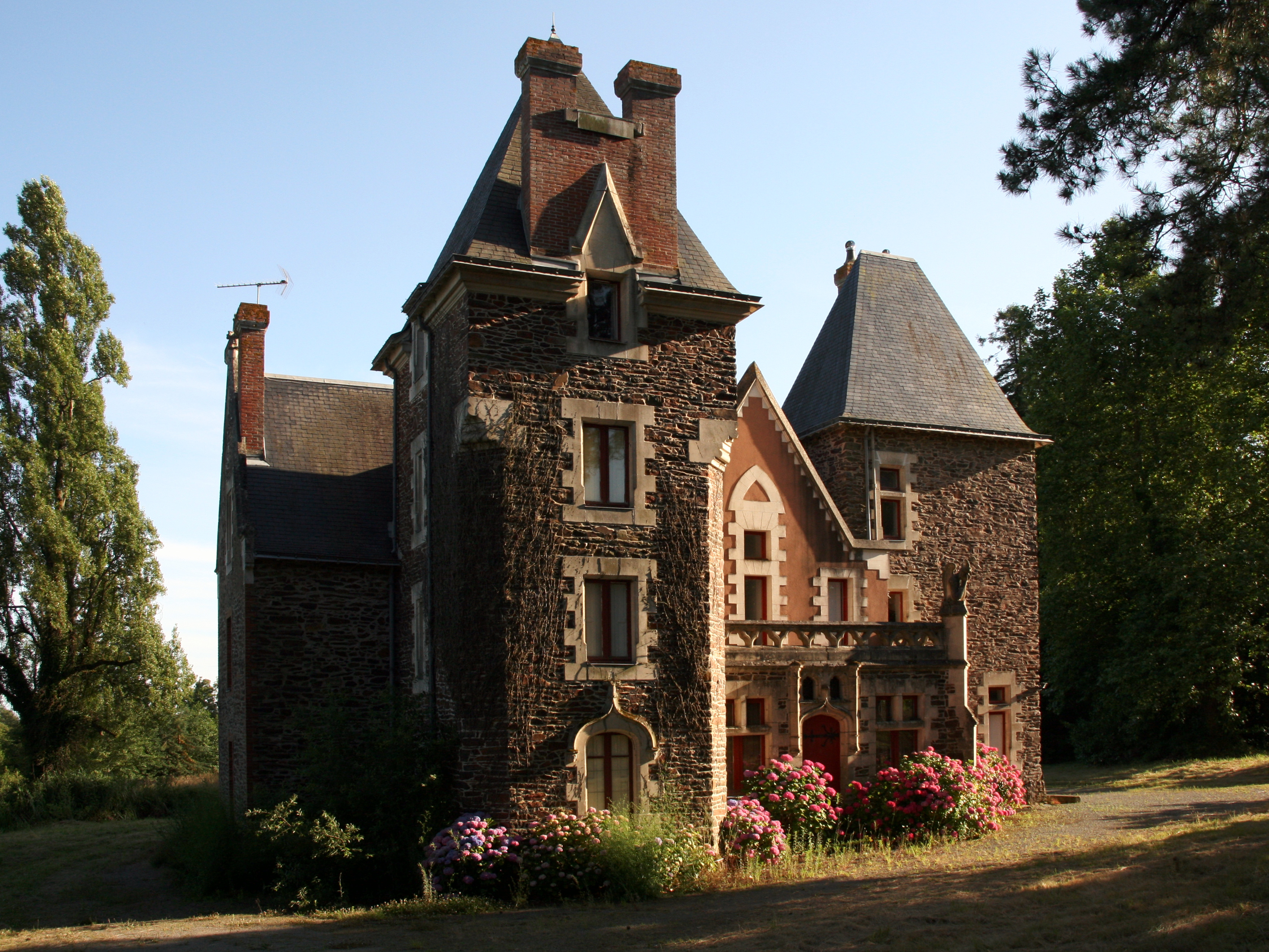
Château de la Barillette
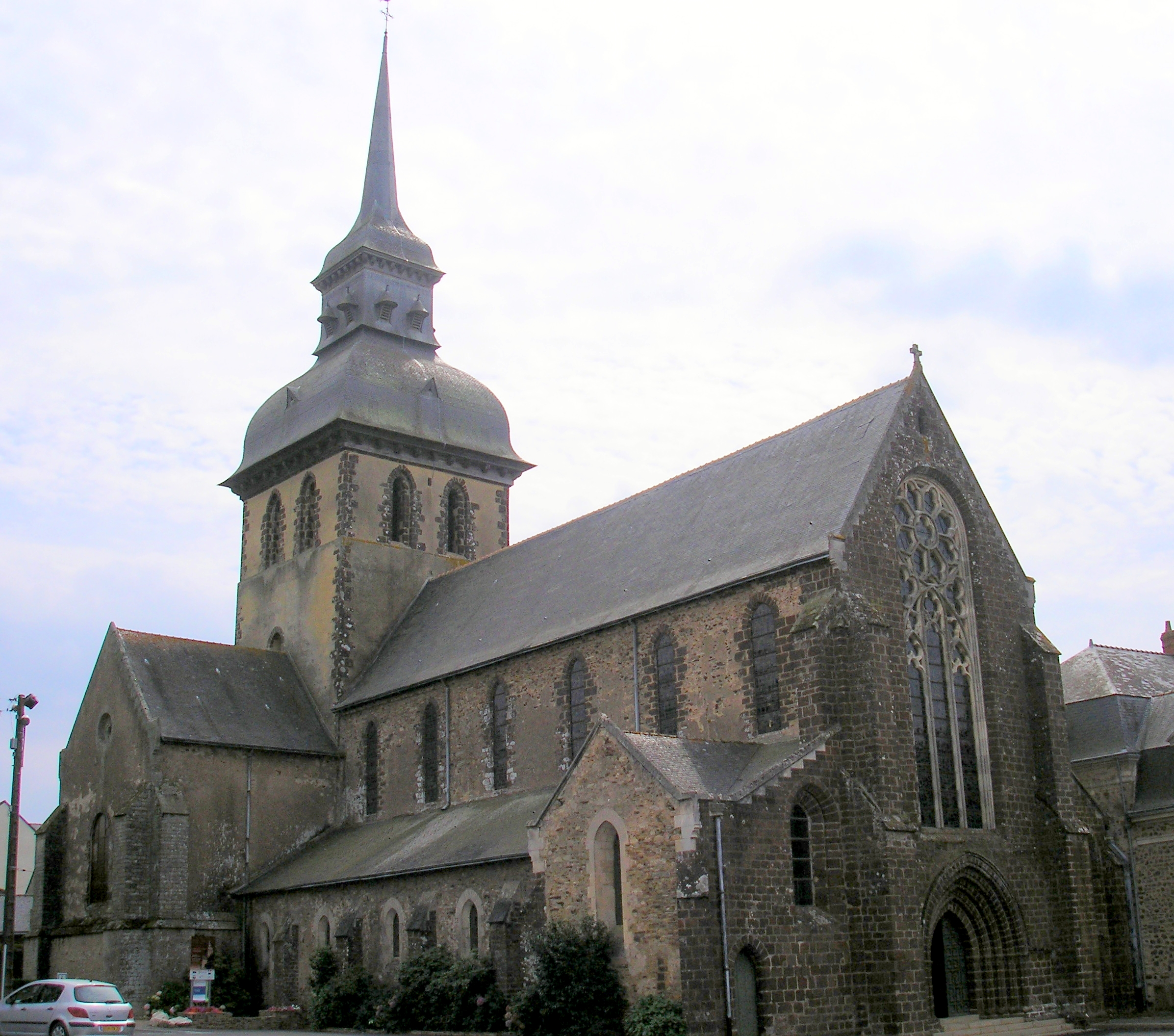
Abdijkerk van Saint-Gildas-des-Bois

## Geografie
De oppervlakte van Saint-Gildas-des-Bois bedroeg op 1 januari 2022 33,42 vierkante kilometer; de bevolkingsdichtheid was toen 113,4 inwoners per km².

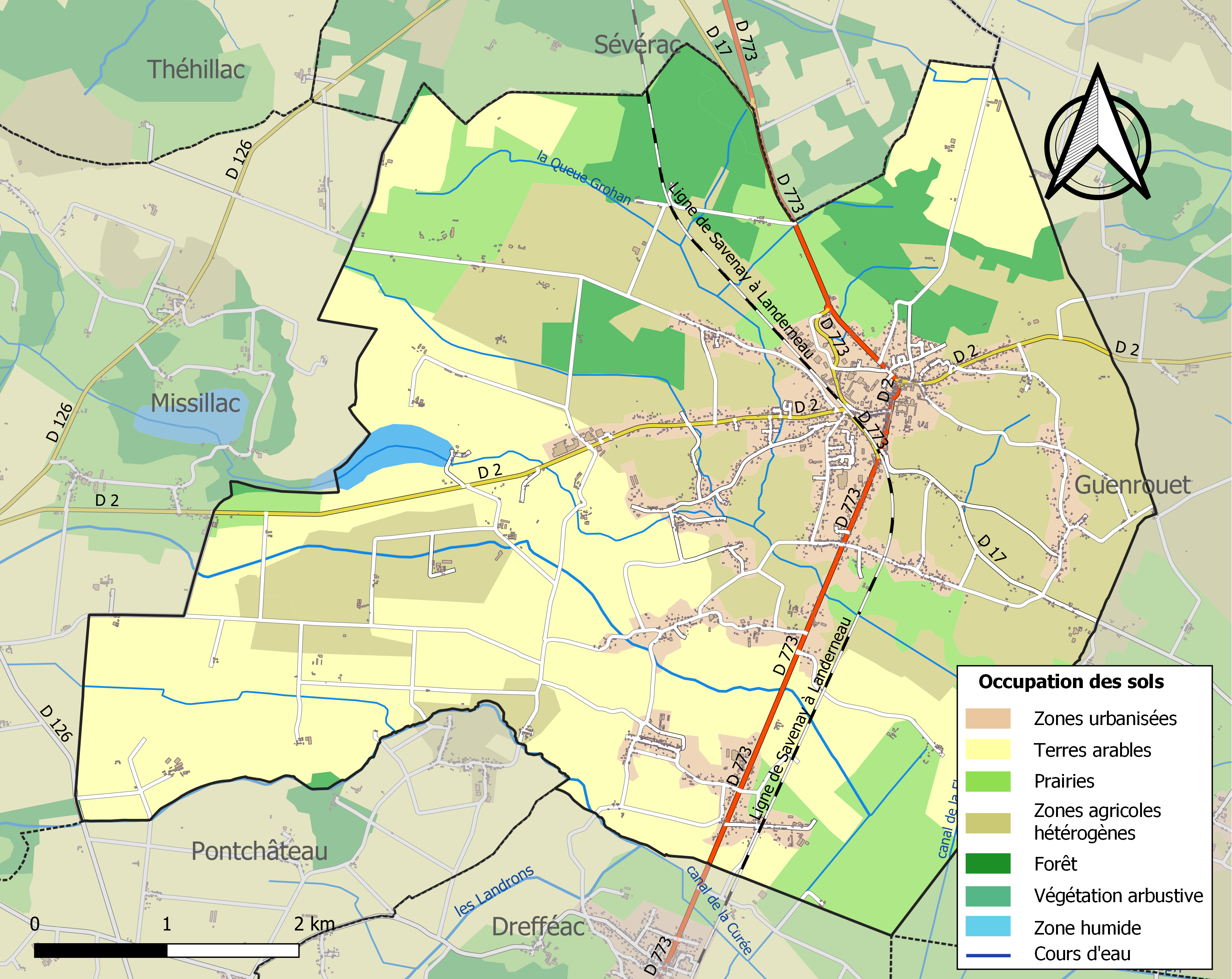
Kaart van de gemeente met de belangrijkste infrastructuur, bodemgebruik en omliggende gemeenten

## Verkeer en vervoer
In de gemeente ligt spoorwegstation Saint-Gildas-des-Bois.

## Demografie
Onderstaande figuur toont het verloop van het inwonertal (bron: INSEE-tellingen).